# Ошаган
Ошаган (Ochagan) е училищно месечно списание в Хасково, орган на арменското ученическо дружество.
Списанието излиза в периода 15 март 1928 – февруари 1929 г. Отпечатва се в печатница „Рахвира“ на Б. Балъкджиян.
Отговорен редактор е X. Ширинян. Редакционната колегия се състои от С. Ф. Консулян, д-р Ов. Манукян, Хар. Аръджиян, Таквор Гелиболян, Виктория Мумджиян.
Името на списанието идва от село Ошаган (Ошакан), където е погребан създателят на арменската азбука Месроб Мащоц.